# شهرستان زادوی
شهرستان زادوی (به لاتین: Zadoi County) یک شهرستان‌های جمهوری خلق چین در چین است که در ولایت خودمختار یوشو تبتی واقع شده‌است.